# 液晶レーザー
液晶レーザーとはフォトニック液晶の分子構造が1次元フォトニック効果を示すので共振器として使用する一種の有機色素レーザー。

## 概要
液晶レーザーは液晶の分子構造内の蛍光色素の一種であるクマリン、4-(ジシアノメチレン)-2-メチル-6-(4-ジメチルアミノスチリル)-4H-ピラン (DCM)、ピロメテン等のレーザー色素をレーザー媒質として外部の短波長光源(一般的には紫外光)で励起してレーザー発振する。コレステリック液晶にレーザー色素を添加して励起させると、発光の閉じこめが起こりスペクトルの狭線化が起こる。コレステリック液晶のらせんが光学波長程度の周期を持つとき、液晶自体の持つ誘電的な異方性により、誘電体多層膜構造と同様に1次元フォトニック効果を示すので微小共振器として使用される。
フォトニックナノ構造の働きは微小共振器であり、有機フォトニックナノ構造の中に分散する発光性ナノクリスタルやレーザー色素の働きは、発光媒体および散乱媒体に相当する。自己組織化フォトニックナノ構造は、目的に応じて適宜、使い分けられる。
耐久性において固体色素レーザーと比較しても遜色のない値が得られる

## 現況と課題
液晶レーザーの実用化への最大の難関は、レーザー発振の低閾値化で、特に発光色素の開発が遅れていた。ピレンやアントラセンといった多環芳香族炭化水素の共役系を拡張してさらに液晶マトリックスと相溶性を高めた新規な色素を合成することでレーザー発振の閾値は、アントラセン系では180nJ/pulse、ピレン系では23nJ/pulseであり、ピレン系色素は、従来レーザー色素として用いられていた4-(Dicyanomethylene)-2-methyl-6-(4-dimethylaminostyryl)-4H-pyran (DCM)の1/20 以下の閾値での発振に成功した。

## 文献
- 古海, 誓一「キラルフォトニックバンド液晶レーザー」『レーザー研究』第34巻第5号、2006年、363-368頁、doi:10.2184/lsj.34.363。
- 栗原, 清二、et al.「コレステリック液晶レーザー発振の光制御」『日本液晶学会討論会講演予稿集 2006 年 日本液晶学会討論会』議事録日本液晶学会、2006年。doi:10.11538/ekitou.2006.0.198.0。
- 松久, 裕子、et al.「ストップバンド端励起によるコレステリック液晶レーザーの低閾値化」『日本液晶学会討論会講演予稿集 2007 年 日本液晶学会討論会』議事録日本液晶学会、2007年。doi:10.11538/ekitou.2007.0.63.0。
- 荒岡人、竹添秀男「ポリマー材料による液晶レーザーデバイスの発振特性改善」（PDF）『研究』第610巻、2009年、14頁。